# یوکسک‌اورن (آلاداغ)
یوکسک‌اورن (به ترکی استانبولی: Yüksekören) یک منطقهٔ مسکونی در ترکیه است که در آلاداغ، آدانا واقع شده‌است.